# Chassalia zimmermannii
Chassalia zimmermannii är en måreväxtart som beskrevs av Bernard Verdcourt. Chassalia zimmermannii ingår i släktet Chassalia och familjen måreväxter.
Artens utbredningsområde är Tanzania. Inga underarter finns listade i Catalogue of Life.